# جون إتش تيسون
جون إتش تيسون (بالإنجليزية: John H. Tyson)‏ هو شخصية أعمال أمريكي، ولد في 5 سبتمبر 1953 في سبرينغدل في الولايات المتحدة.

## وصلات خارجية
- جون إتش تيسون على موقع إن إن دي بي (الإنجليزية)